# Circus (minialbum Stray Kids)
Circus – drugi japoński minialbum południowokoreańskiej grupy Stray Kids, wydany 22 czerwca 2022 roku przez wytwórnię Epic Records Japan. Płytę promował główny singel „Circus”.
Minialbum zadebiutował na drugim miejscu na liście Oricon Albums Chart i na szczycie Billboard Japan Hot Albums, a także otrzymał platynę przyznaną przez Japońskie Stowarzyszenie Przemysłu Nagraniowego (RIAJ), przekraczając 250 000 kopii.

## Lista utworów
| CD | CD                     | CD                                                             | CD                                          | CD                                 | CD      |
| Nr | Tytuł utworu           | Tekst                                                          | Kompozycja                                  | Aranżacja                          | Długość |
| -- | ---------------------- | -------------------------------------------------------------- | ------------------------------------------- | ---------------------------------- | ------- |
| 1. | „Circus”               | Bang Chan (3Racha), Changbin (3Racha), Han (3Racha), KM-Markit | Bang Chan, Changbin, Han, Earattack, Chan's | Bang Chan, Earattack, Chan's, Darm | 3:14    |
| 2. | „Fairytale”            | Han, KM-Markit                                                 | Han, Millionboy                             | Millionboy, Bang Chan              | 2:52    |
| 3. | „Venom” (JP ver.)      | Bang Chan, Changbin, Han, Yohei                                | Bang Chan, Changbin, Han, DallasK           | DallasK, Bang Chan                 | 3:15    |
| 4. | „Maniac” (JP ver.)     | Bang Chan, Changbin, Han, KM-Markit                            | Bang Chan, Changbin, Han, Versachoi         | Versachoi, Bang Chan               | 3:03    |
| 5. | „Silent Cry” (JP ver.) | Bang Chan, Changbin, Han, KM-Markit                            | Bang Chan, Changbin, Han, Hong Ji-sang      | Hong Ji-sang                       | 3:31    |
| 6. | „Your Eyes” (JP ver.)  | Bang Chan, Changbin, KM-Markit                                 | Bang Chan, Changbin, Jun2                   | Jun2                               | 3:16    |

## Notowania
| Lista                               | Pozycja |
| ----------------------------------- | ------- |
| Oricon Weekly Album Chart           | 2       |
| Billboard Japan Hot Albums          | 1       |
| Croatian International Albums (HDU) | 28      |